# Сен-Манвьё-Бокаж
Сен-Манвьё-Бока́ж (фр. Saint-Manvieu-Bocage) — коммуна во Франции, находится в регионе Нижняя Нормандия. Департамент коммуны — Кальвадос. Входит в состав кантона Сен-Севе-Кальвадос. Округ коммуны — Вир.
Код INSEE коммуны — 14611.

## Население
Население коммуны на 2010 год составляло 569 человек.
| 1962 | 1968 | 1975 | 1982 | 1990 | 1999 | 2010 |
| ---- | ---- | ---- | ---- | ---- | ---- | ---- |
| 466  | 429  | 364  | 354  | 420  | 507  | 569  |

## Экономика
В 2010 году среди 349 человек трудоспособного возраста (15—64 лет) 273 были экономически активными, 76 — неактивными (показатель активности — 78,2 %, в 1999 году было 71,8 %). Из 273 активных жителей работали 251 человек (137 мужчин и 114 женщин), безработных было 22 (11 мужчин и 11 женщин). Среди 76 неактивных 30 человек были учениками или студентами, 32 — пенсионерами, 14 были неактивными по другим причинам.